# Oorlogsmuseum (Kopenhagen)

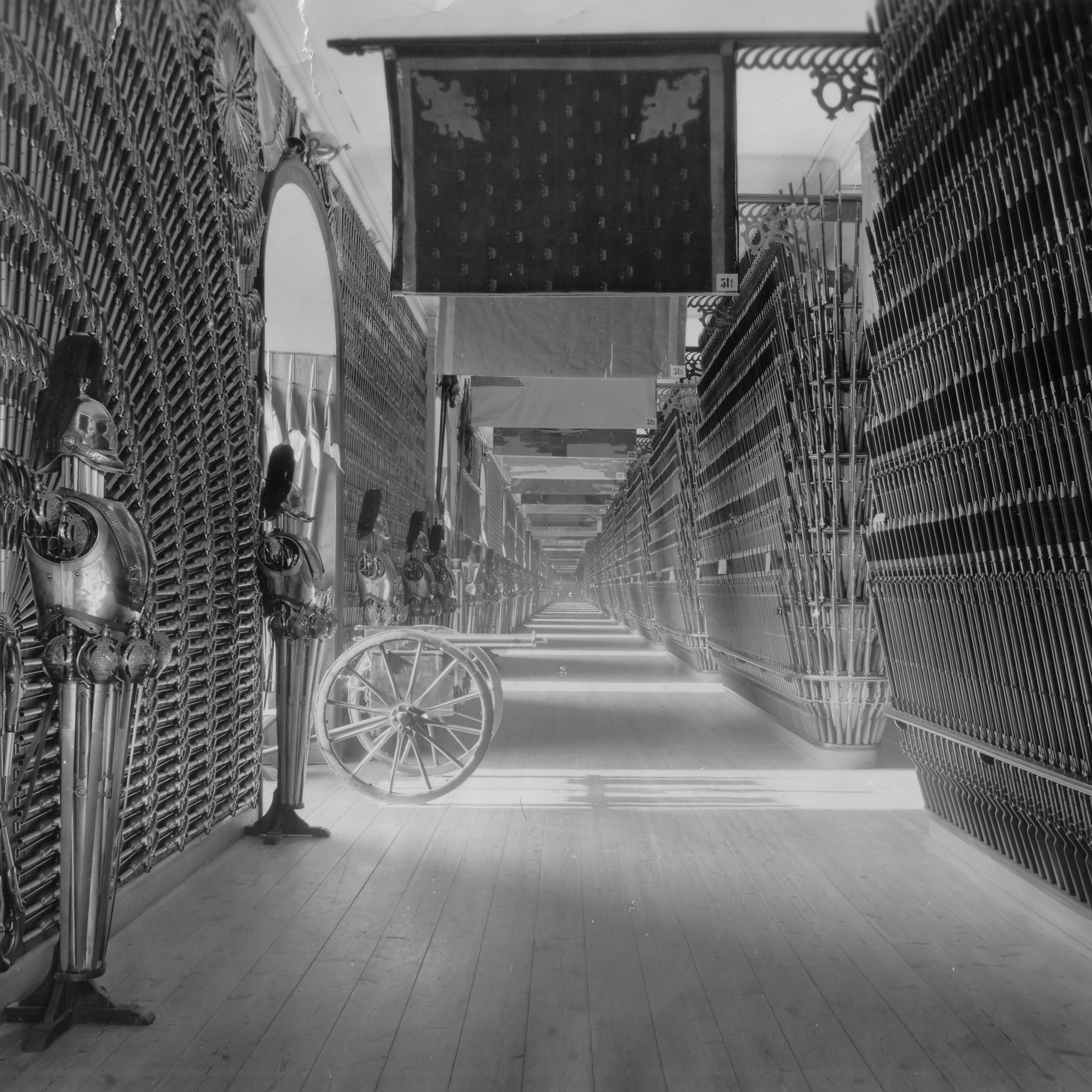
De oude galerij, met de grote collectie wapens.

Het Oorlogsmuseum (Deens: Krigsmuseet) is een museum over militaire geschiedenis in het centrum van Kopenhagen, Denemarken. Het bevindt zich in het arsenaal van Christiaan IV. Op 1 juli 2018 werd de naam veranderd van Tøjhusmuseet ('het wapenhuismuseum') in Krigsmuseet ('het oorlogsmuseum'), om de aard van het museum te verduidelijken.

## Achtergrond
Het wapenhuis werd tussen 1593 en 1604 gebouwd als een arsenaal, onderdeel van een nieuwe marinehaven. Het is 163 meter lang en gebouwd rond een centraal havenbassin. Het gebouw diende tot ver in de negentiende eeuw als een arsenaal, maar al vanaf de jaren tachtig van de zeventiende eeuw herbergde het ook historische collecties. In 1928 werd het huidige museum gesticht.
Het museum is onderdeel van Nationalmuseet en valt sinds 1960 onder de verantwoordelijkheid van het ministerie van Cultuur. Eerder viel het museum onder de ministeries van Oorlog en Defensie. In 2004 werd het samengevoegd met een ander museum voor defensiegeschiedenis, Orlogsmuseet, dat in 2015 werd gesloten. De collectie werd samengevoegd met die van het Krigsmuseet.
Rond 2010 werd besloten het museum te actualiseren, vanuit het idee dat het eruit moest zien als een modern cultureel communicatiemuseum. Hierdoor kwam er meer aandacht voor de menselijke actoren in de oorlog. De focus op wapens en wapenontwikkeling door de eeuwen heen werd veranderd in een allesoverheersende focus op de rol van Denemarken als deelnemer aan de oorlog en op de mensen die de oorlogen beslisten, vochten, wonnen of verloren.
Buiten het Tøjhus, op de Søren Kierkegaards Plads tegenover de haven, stond van 1945 tot 2011 de Leeuw van Idstedt (Deens: Istedløven; Duits: Idstedt-Löwe). Dit Deense oorlogsmonument uit 1862 werd na de Tweede Wereldoorlog teruggeëist van Duitsland, maar werd in 2011 alsnog teruggegeven aan de stad Flensburg, die al sinds 1864 Duits is.

## Collectie

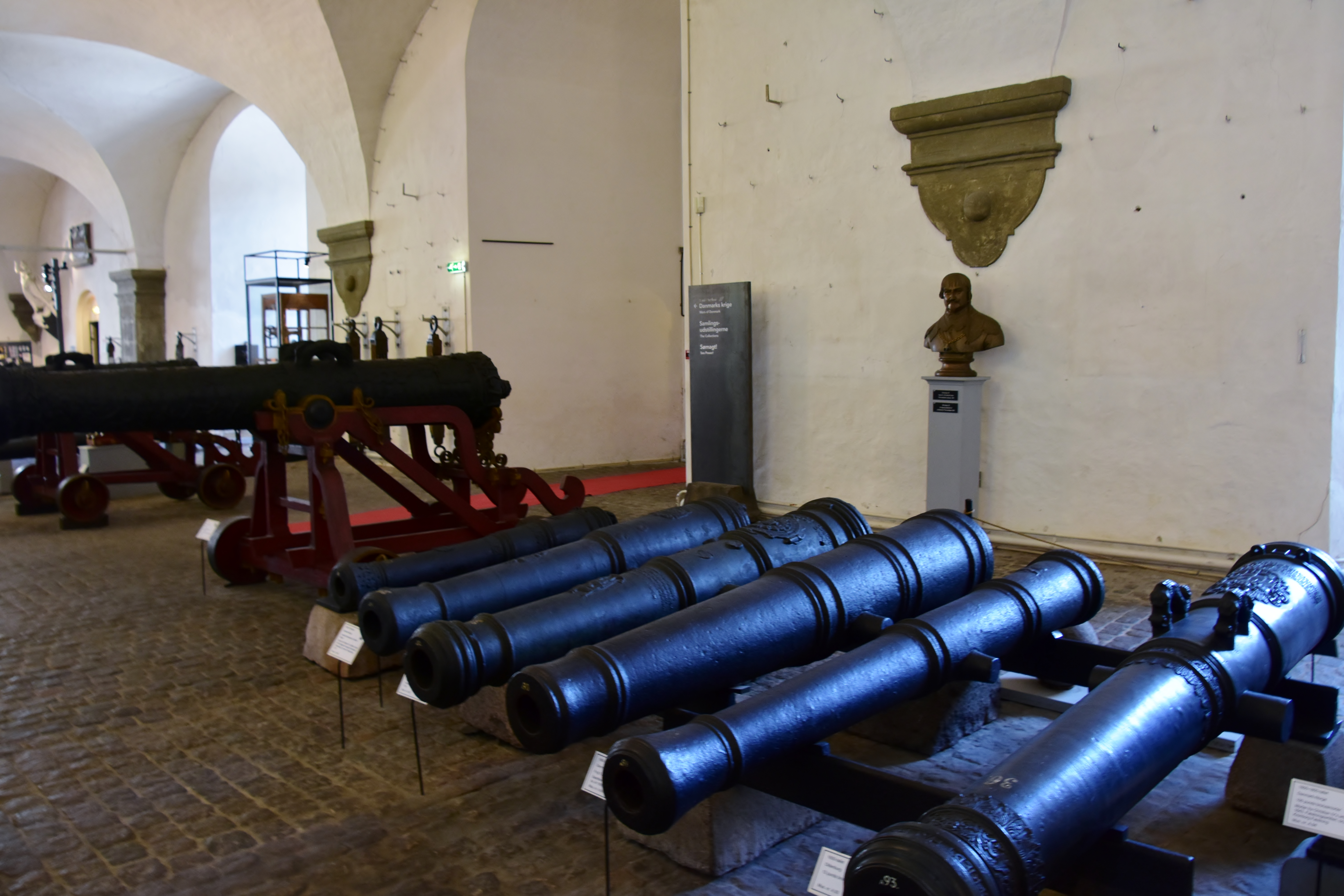
Kanonhallen

De wapencollectie behoort met meer dan 100.000 exemplaren tot de meest uitgebreide ter wereld. Meer dan 8.000 zwaarden, pistolen, harnassen, machinegeweren en andere wapens en militaire attributen worden tentoongesteld in de grote zaal. In Kanonhallen ('de kanonzaal') staan meer dan 300 kanonnen uit de zestiende eeuw tot heden. Ook heeft het museum een zeer grote collectie uniformen uit zowel Denemarken als het buitenland, en andere voorwerpen die bestemd zijn voor gebruik in de oorlog.